# Fráech
Fráech – postać z mitologii irlandzkiej, wojownik, w celu poślubienia Findabair, córki królowej Medb,  musiał pokonać wodnego potwora. Syn Be Find, siostry bogini rzeki Boann. Po odniesionych ranach w walce był pielęgnowany przez matkę w zaświatach. Uważa się, że legenda o Fráechu wywarła wpływ na duńską legendą o walce Beowulfa z Grendelem.